# Cechenena scotti
Espèce
Cechenena scotti est une espèce d'insectes lépidoptères de la famille des Sphingidae, sous-famille des Macroglossinae, tribu des Macroglossini, sous-tribu des Choerocampina et du genre Cechenena.

## Description
L'envergure est de 74 à 120 mm. Très semblable à Cechenena lineosa à la fois plus pâle et plus contrasté mais immédiatement discernable par la coloration rose sur la partie proximale de l'antenne, et la bande vert olive profonde le long de la côte et à travers la moitié antérieure de la cellule discale qui contraste fortement avec la couleur de fond presque blanche du reste de l'aile, qui est rose caractéristique à la base.

## Répartition et habitat
Répartition
L'espèce est connue du nord de l'Inde, au Népal, et au Vietnam.

## Systématique
- L'espèce Cechenena scotti a été décrite par l'entomologiste britannique Lionel Walter Rothschild en 1920[1].

### Synonymie
- Cechenena pundjabensis Gehlen, 1931